# 普拉内格
普拉内格（德語：Planegg，發音：[ˈplaːnɛk] ⓘ）是德国巴伐利亚州上巴伐利亚行政区慕尼黑县的市镇，面积10.68平方千米，2023年12月31日人口为11,088人。